# Ingegneria chimica

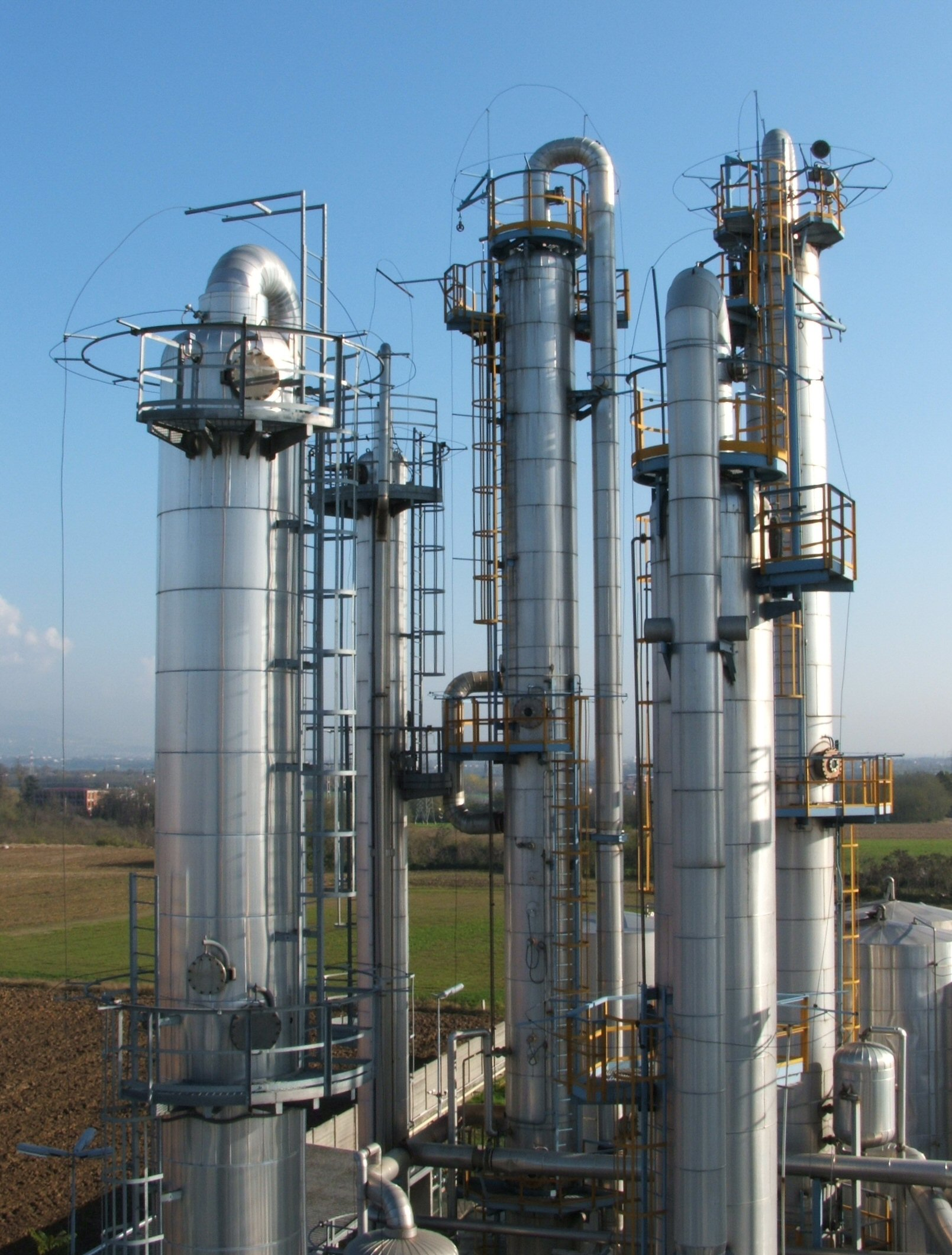
Parte di un impianto per il trattamento chimico del petrolio. In particolare sono raffigurate delle colonne di distillazione per il recupero di solvente.

L'ingegneria chimica è un ramo dell'ingegneria che applica principi di fisica, chimica, scienza dei materiali e di altre discipline collegate alla progettazione di sistemi e soluzioni per produrre in serie prodotti chimici, petrolchimici e farmaceutici.
Una parte sostanziale dell'ingegneria chimica ricade all'interno della cosiddetta ingegneria di processo, cioè quella parte delle scienze politecniche che si occupa delle "trasformazioni" delle sostanze e dei materiali. Questi processi di trasformazione sono studiati ed analizzati come premessa alla realizzazione dell'impianto chimico utilizzato per svolgere tali processi, che rappresenta perciò la sintesi finale di tutto lo studio.
L'implementazione di un processo chimico in un impianto richiede la realizzazione di uno schema ordinato di operazioni di trasformazione dove gli elementi sono collegati in serie, in parallelo e con linee di riciclo. Di qui, l'importanza che nell'ingegneria chimica riveste anche la conoscenza informatica, con l'uso di linguaggi di programmazione (MATLAB, Fortran, C++), di simulatori di processo (Aspen, DynSys), software di modellazione molecolare (Amber 8, Gaussian) e programmi per il controllo di processo (LabView, programmi per la gestione dei PLC).
L'ingegneria chimica ha inoltre molti punti in comune con l'ingegneria dei sistemi, in quanto richiede e si avvale di metodologie analitiche per poter esaminare le varie sfaccettature di ogni singola unità e descrivere in termini quantitativi e qualitativi le proprietà e le prestazioni del sistema (processo o impianto) in analisi.

## Storia dell'ingegneria chimica

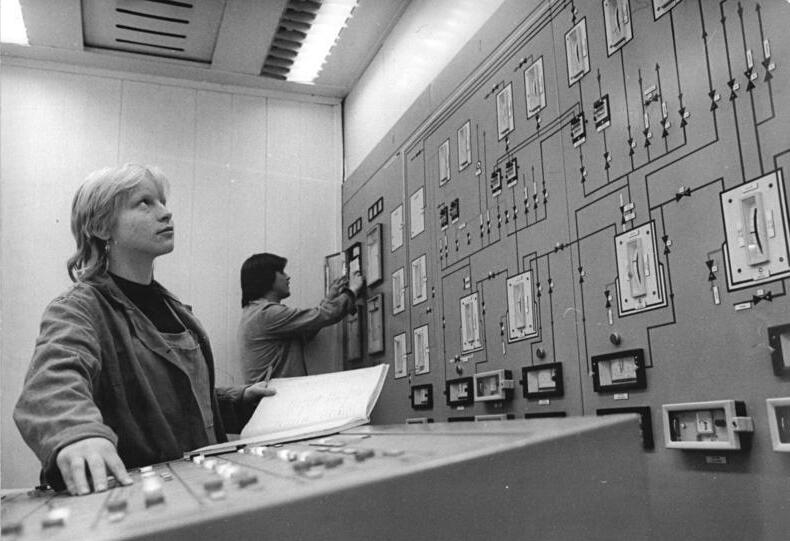
Operatori di fronte ad un pannello di controllo di un impianto chimico (1986).

È possibile distinguere la storia dell'ingegneria chimica, che si sviluppa dalla fine del XIX secolo, in tre epoche:
- La prima, sulla spinta dell'industrializzazione, si rivolse allo studio e all'analisi delle tecnologie di produzione tipiche dei vari processi dell'industria chimica; in altre parole l'ingegneria chimica nasce essenzialmente come risposta alle necessità di sviluppo e controllo delle raffinerie e delle industrie petrolchimiche e chimiche di base.
- La seconda riconobbe che l'enorme varietà di processi dell'industria chimica è, in effetti, solo una combinazione di poche "unità fondamentali" (reattori chimici, scambiatori di calore, apparecchiature di separazione, ecc.). Queste "unità fondamentali" presero il nome di "operazioni unitarie" e nacque l'impiantistica chimica. Tale evoluzione è iniziata nel 1930 negli Stati Uniti e si è poi diffusa in tutto il mondo.
- La terza rivoluzione prese coscienza del fatto che tutti gli impianti si possono comunque ricondurre agli stessi fenomeni basilari: aspetti termodinamici, cinetica chimica, scambio di materia, di energia e fluidodinamica. Il 31 gennaio 1960 con Kramer (Paesi Bassi), Levich[non chiaro] (URSS), Bird, Stewart e Lightfoot (USA) nasce l'ingegneria chimica moderna.

Il primo corso di laurea in ingegneria chimica fu attivato nel MIT di Boston negli ultimi anni dell'Ottocento. In Italia, il primo corso di laurea fu istituito agli inizi del Novecento presso il Politecnico di Milano. Il Politecnico si specializzerà negli anni nei settori della termodinamica, cinetica chimica e catalisi industriale e uno dei suoi docenti, Giulio Natta, riceverà il Premio Nobel per la Chimica.

## Percorso di studio

### Confronto tra chimica e ingegneria chimica
Sebbene i chimici e gli ingegneri chimici abbiano in comune molte conoscenze scientifiche e tecniche di base (tra cui la chimica inorganica, la organica e la biochimica), i rispettivi percorsi di studio e professionali sono profondamente differenti per varie ragioni. In particolare:
- generalmente, lo scopo del chimico è la produzione e analisi di sostanze chimiche in laboratorio, mentre l'ingegnere chimico si rivolge alla produzione di sostanze su scala industriale; dunque il chimico avrà in genere maggiore dimestichezza con apparecchiature di laboratorio, mentre l'ingegnere chimico si dedicherà in genere alla progettazione, controllo e gestione di impianti industriali; nonostante ciò, un chimico può lavorare anche per un'industria chimica (ad esempio per l'analisi di campioni prelevati da un impianto chimico, che però avviene sempre in laboratorio) e un ingegnere chimico può lavorare anche in laboratorio (ad esempio per svolgere prove di laboratorio su apparecchiature di laboratorio che simulano il comportamento delle apparecchiature industriali);
- il chimico è concentrato principalmente allo studio della chimica e delle sue branche, mentre l'ingegnere chimico deve considerare, oltre ai fenomeni chimici, i molteplici aspetti di un processo: dal trasferimento di materia ed energia ai fattori gestionali ed economici, dalle problematiche di sicurezza a quelle di carattere ambientale;
- il chimico ha un approccio più scientifico (cioè svolge calcoli ed esperimenti che servono a validare certe ipotesi, ad esempio sulla natura di una particolare sostanza), mentre l'ingegnere chimico ha un approccio più ingegneristico (cioè svolge una serie di calcoli ed esperimenti che servono alla realizzazione di una particolare opera d'ingegno, che è in genere un impianto chimico o una sua parte, ma non solo).

### Branche dell'ingegneria chimica
Nell'ambito dell'ingegneria chimica possono essere identificati i seguenti rami:
- ingegneria chimica di processo
- ingegneria chimica di prodotto
- ingegneria delle reazioni chimiche
- ingegneria biochimica
- ingegneria elettrochimica
- ingegneria chimica e alimentare.

### Altre branche dell'ingegneria correlate
Altre branche dell'ingegneria che nel percorso di studi presentano molte affinità con l'ingegneria chimica sono:
- ingegneria dei materiali
- ingegneria del petrolio
- ingegneria di processo
- ingegneria dei sistemi.

## Sbocchi professionali
Il laureato in ingegneria chimica ha competenze professionali che riguardano la produzione industriale di sostanze chimiche e nello stesso tempo coprono un ampio campo di tecnologie di trasformazione tipiche di tutta l'industria manifatturiera: dalla trasformazione degli alimenti alla produzione e distribuzione dei combustibili, dall'industria farmaceutica all'abbattimento di inquinanti, per citare solo alcuni esempi. L'ingegnere chimico è dunque un professionista in grado di operare tanto nel settore industriale quanto in quello dei servizi, svolgendo funzioni di natura tecnica, di pianificazione e coordinamento per quanto riguarda la ricerca e sviluppo di nuovi processi, il progetto, la gestione e l'ottimizzazione di un impianto chimico.
Perciò, il laureato in Ingegneria chimica ha opportunità d'impiego a livello dirigenziale presso:
- industrie chimiche e petrolchimiche, di produzione e trasformazione di materie plastiche, siderurgiche, metallurgiche, farmaceutiche, alimentarie, agrarie, produzione di cellulosa e carta, produzione e formulazione di vernici e pigmenti, industrie tessili;
- società d'ingegneria specializzate nel progetto, installazione e avviamento di impianti industriali, analisi di affidabilità, analisi dei rischi industriali e ambientali, analisi del ciclo di vita;
- centri di ricerca avanzati e di innovazione tecnologica;
- società di servizi industriali (ambiente, energia e sicurezza);
- società di distribuzione di gas combustibile;
- enti pubblici e agenzie operanti nel settore ambientale e della valutazione dei rischi;
- società o enti pubblici a carattere medico (azienda sanitaria locale);
- organismi sovranazionali che si occupano di sviluppo tecnologico e del controllo dei rischi associati alla produzione, al trasporto e all'uso di prodotti chimici.

I risultati di indagini svolte su un campione significativo di laureati in Ingegneria chimica negli ultimi anni dimostrano che il titolo offre ottime opportunità nella ricerca di un impiego qualificato: quasi nove laureati su dieci trovano un lavoro con qualifica di ingegnere entro tre mesi dal completamento degli studi. Tra i laureati con un periodo di attività compreso tra uno e due anni, la percentuale di ingegneri chimici inquadrati con un contratto di lavoro a tempo indeterminato è del 70% circa. I dati dimostrano anche un elevato livello di soddisfazione professionale ed economica, oltre a un giudizio largamente positivo sulla qualità della formazione ricevuta.
A volte ci si specializza anche nel campo della sintesi chimica organica.
L'ingegneria per l'ambiente e il territorio e l'ingegneria dei materiali sono le specializzazioni secondarie che presentano i maggiori punti di contatto con questo corso di laurea.

## Organizzazioni di ingegneri chimici

### Africa
- Nigerian Society of Chemical Engineers, Nigeria
- South African Institution of Chemical Engineers (SAIChE), Sudafrica
- Ethiopian Society of Chemical Engineers (ESChE), Etiopia

### Asia
- Pakistan Institute of Chemical Engineers (PIChe), Pakistan
- Iranian Association of Chemical Engineering (IAChE) Iran
- Indian Institute of Chemical Engineers (IIChe), India
- Israel Institute of Chemical Engineers (IIChe), Israele
- Korean Institute of Chemical Engineers (KIChE), Corea
- Philippine Institute of Chemical Engineers (PIChE), Filippine
- The Society of Chemical Engineers, Japan (SCEJ), Giappone
- Thai Institute of Chemical Engineering and Applied Chemistry (TIChE), Thailandia
- Society of Chemical Engineers, Kathmandu, Nepal

### Europa
- European Federation of Chemical Engineering (EFCE)
- Institution of Chemical Engineers (IChemE), Regno Unito
- DECHEMA, Germania
- Société Française de Génie des Procédés (SFGP), Francia
- Associazione Italiana Di Ingegneria Chimica (AIDIC): ha sede principale a Milano nel quartiere di Città Studi, a poca distanza dal Politecnico di Milano, ed è inoltre presente in tutto il territorio italiano tramite le sue diverse divisioni sovraregionali.

### Nord America
- American Institute of Chemical Engineers (AIChE)
- Canadian Society for Chemical Engineering (CSChE)
- National Organization for the Professional Advancement of Black Chemists and Chemical Engineers (NOBCChE)
- Mexican Institute of Chemical Engineers (IMIQ), Messico

### Oceania
- Society of Chemical Engineers New Zealand, Nuova Zelanda

### Sud America
- Argentinian Association for Chemical Engineers, Argentina
- Brazilian Association of Chemical Engineering, Brasile
- Colombian Association of Chemical Engineering, Colombia
- Association of Chemical Engineers of Uruguay, Uruguay